# Künstlicher Regen

Die Wolkenaussaat mit geeigneten Chemikalien kann vom Boden oder aus der Luft erfolgen

Künstlicher Regen ist Regen, der durch die „Impfung“ von Wolken mit Salzen und anderen Chemikalien von Menschen erzeugt wird.

## Hintergrund
Roelof Bruintjes vom National Center for Atmospheric Research (NCAR) hat zusammen mit einem Forscherteam in Coahuila (Mexiko) Wolken mit einer Mischung aus Natrium-, Magnesium- und Calciumchlorid besprüht und damit künstlichen Regen erzeugt.
Kleinste Wassertropfen der Wolken lagern sich an durch Salzpartikel gebildete Kondensationskeime an. Sind ausreichend große Wassertropfen entstanden, fallen sie genügend schnell, um im sie umgebenden Thermikaufwind absolut gesehen nach unten zu fallen. Der so erzeugte Regen fällt stärker aus als natürlicher Regen und erstreckt sich über ein größeres Gebiet.
Hagelflieger verwenden Silberiodid, das in Form von feinsten Rauchpartikeln von einem festen Brennkörper ausgestoßen und durch die Verwirbelung hinter dem Flächenflugzeug verteilt wird. Das eingesetzte Silberiodid fällt mit dem Regen zusammen auf die Erde herunter, wenn auch in ungefährlicher Dosis für die Gesundheit.
Erste Versuche, künstlichen Regen zu erzeugen, gab es 1950 im Rahmen des Tanganyika Groundnut Scheme.

## In der Popkultur
1985 entstand das Musikvideo zu dem Lied Cloudbusting (Auskopplung aus dem Album Hounds of Love) der britischen Sängerin Kate Bush mit dem kanadischen Schauspieler Donald Sutherland in der Rolle des Psychoanalytikers Wilhelm Reich auf, der als selbsternannter Regenmacher die „Cloudbuster“ zur Wettermanipulation erfand. Das Musikvideo wurde von Kate Bush gemeinsam mit Terry Gilliam als Kurzfilm konzipiert, Regie führte Julian Doyle.